# 가만히 있으라
"가만히 있으라"는 세월호 침몰 사고에서 당시 단원고등학교 학생들이 들었던 말이다. 이 말은 학생들의 구조활동 중단으로 이어져, 많은 희생자를 내는 결정적 요인이 되었다. 이 때문에 이후 세월호 침몰 사고를 기억하기 위해, 용혜인의 제안으로 일어난 침묵행진을 중심으로 한 사회운동이 일어나기도 했으며, 문화콘텐츠에도 영향을 주었다. 

## 배경
2014년 4월 16일 여객선 세월호가 침몰했다. 탑승자 476명 중 생존자를 제외한 사망자와 실종자가 304명에 이르렀다. 사건의 직간접적 원인으로 여러가지가 지목되었는데, 그 중 하나는 선장 등 승무원들의 "가만히 있어라"라는 안내방송이었다. 탑승자들은 "가만히 있어라"라는 말을 방송으로 들었다고 증언했다.
세월호 침몰 사고의 책임에 대한 논란이 불거지는 도중, 4월 30일 용혜인은 도심 추모 침묵행진을 제안하면서 "이 나라에 계속 이어져온 참사의 전통에서, 이번에 달라진 것이라고는 정부의 태도 뿐이고, 이 참사는 군부독재 시절 이후 일어난 대형 참사 중에서 유일하게 대통령이 사과하지 않은 사건"이라며 "가만히 있기는 너무 꺼림칙하다"고 행진을 제안한 이유를 밝혔다.
용혜인은 "'가만히 있으라'는 말은 이 말을 믿고 따른 많은 사람들을 죽게 만든 바로 그 한마디"라며 "'이번엔 가만히 있지 말자, 문제가 무엇인지 함께 고민해보자'라는 취지에서 침묵시위를 제안했다"고 설명했다.

## 확산
용혜인씨가 4월 29일 제안한 침묵행진에, 30일 소셜네트워크서비스(SNS)와 청와대 홈페이지 게시판 등을 보고 약 50명의 사람이 함께했다. 검은색 옷을 갖춰 입은 사람들 사이로 교복을 입은 여학생도 있었다. 침묵행진의 참가자들은 마스크를 쓰고 "가만히 있으라"라는 말이 쓰인 손팻말과 국화를 들고 행진하였는데, "가만히 있으라"라는 이름은 이 손팻말에서 비롯되었다. 침묵행진 경로는 홍대입구역, 명동, 시청역이었는데 명동으로 가기 전 행진은 80여 명으로 불어나있었다. 그리고 행진 말미에는 누적 약 250여명의 사람들이 참가하였다. 이 날 이후 용 씨는 5월 3일 침묵행진을 다시 제안했다.
5월 10일에는 세월호 희생자 합동분향소가 있는 경기 안산에서 용씨가 제안하는 세번째 침묵행진이 진행됐으며, 5월 15일 고려대에서도 "가만히 있으라"는 글이 적힌 흰색 종이와 국화 한 송이를 들고 흰색 마스크를 쓴 채 약 30분간 학교 안을 돌며 침묵행진이 있었다.
또 "가만히 있으라" 페이스북 페이지를 통해 침묵행진 및 세월호 침몰 사고에 대한 소식들이 계속 공유되었다.

## 논란
침묵행진을 처음 제안한 용혜인은 침묵시위가 끝난 뒤 한 남성이 카메라를 들고 자신을 촬영하기도 하고 순찰차 한 대가 자신의 주변을 돌면서유심히 쳐다보고 간 일도 있었다고 주장했다.
5월 17일 저녁 청계광장에서 세월호 침몰 희생자 추모 촛불집회를 개최하고 나서 광화문 일대에서 침묵행진을 하다가 경찰에 의하여 연행되었으며. 이날 연행자 수는 95명에 이르는 것으로 파악됐다. 침묵행진 제안자 용씨 역시 연행되었다.
5월 27일 대한변호사협회는 "지난 18일 '가만히 있으라' 침묵행진에 참가했다 연행된 여성들에게 자살방지를 운운하며 속옷 탈의를 강요한 것과 강제연행은 헌법에서 보장하는 기본권(집회의 자유)을 침해한 불법행위"라고 질타했다.

## 반응
5월 18일 "가만히 있으라" 침묵행진 도중 경찰이 참가자 100여명을 연행하자 대학가를 중심으로 이를 비판하는 대자보가 붙었다.
6월 10일에는 삼청동주민센터 앞에서 "가만히 있으라" 세월호 추모 침묵행진 대학생 등 시민 200여명이 모여 종로구 경복궁 사거리 인근에서 청와대 만민공동회를 진행했다.

## 문화
2015년 5월 1일, 이승환은 이 말을 소재로 한 노래〈가만히 있으라〉를 발표하였다. 한편 신카이 마코토 감독도 ‘가만히 있으라’가 〈너의 이름은〉의 창작동기가 되었다고 밝힌 바 있다.

## 같이 보기
- 그런데 최순실은?